# Киригами
Киригами (јап. 切り紙; кири = сечење + гами = папир) је јапанска уметност прављења фигура савијањем и сечењем папира

## Историја
У Јапану је ова уметност позната од давнина и најчешће се користила за израду пригодних честитки за различите прилике.

Широм света принцип израде киригамија је постао познат када су га Џералдин и Бен Клајн (Geraldine и Ben Klein) половином 20. века применили у изради поп-ап књига, како би целу тродимензионалну конструкцију добили исецањем само једног комада папира. То је довело до упрошћавања и појефтињења процеса израде ових публикација и наглом скоку њихових тиража.

Ипак, сам појам „киригами“ први пут је употребила Флоренс Темко 1962. године у наслову своје књиге Kirigami, the Creative Art of Papercutting. Књига је постигла такав успех да је термин убрзо прихваћен као општи назив за све технике прављења фигура савијањем и сечењем папира.

## Основни облици
Најједноставнији облици добијају се пресавијањем папира два или више пута, а затим истовременим исецањем или засецањем свих слојева. Када се папир развије добијају се различити симетрични облици: пахуљице, пентаграми, цветови, лептири и сл. Ова техника назива се још и монкири.

Далеко сложенији облици добијају се техником познатом још и као оригами архитектура (Origamic Architecture).

## Оригами архитектура
Основни принцип ове технике је да се фигуре израђују од једног комада папира, пресавијањем, исецањем и понекад лепљењем. За разлику од монкирија, где се папир прво савија па онда сече, овде се свака конструкција прво пажљиво исцртава (пројектује), а затим се облици исецају, бигују (оштрим предметом прави се линија по којој ће се папир савити) и на крају савијају. Када се готов киригами склопи засечени делови савијају се конвексно или конкавно, зависно од тога да ли су биговани с лица или наличја. На овај начин добијају се различите фигуре, од геометријских облика, преко фигура биљака и животиља до сложених реплика различитих архитектонских споменика.

Конструкција се мора савршено склопити и добити облик честитке. Најједноставнији је направити конструкције које се отварају под углом од 90 степени, али постоје и сложеније, чије се фигуре појављују тек када се честитке развију за 180 или 360 степени. Постоје и такве конструкције које се не затварају.

## Сродне технике
Технике сродне киригамију су оригами и поп-ап конструкције.
- Од оригамија се разликује по томе што се код киригамија папир сече, док се код оригамија може само савијати.
- Од поп-апа се разликује по томе што се киригами прави од једног комада папира, док се поп-ап може правити од више папирних делова који се састављају.